# Roger Williams (homme politique)
Pour les articles homonymes, voir Roger Williams et Williams.
John Roger Williams, né le 13 septembre 1949 à Evanston (Illinois), est un homme politique américain. Membre du Parti républicain, il est élu du Texas à la Chambre des représentants des États-Unis depuis 2013.

## Biographie
Roger Williams grandit à Fort Worth au Texas. Il est diplômé de la Texas Christian University en 1972 et devient coach sportif puis chef d'entreprise dans la vente d'automobiles.
En 2004, il est nommé au conseil sur les véhicules motorisés du département au transport du Texas. De 2005 à 2007, il est le secrétaire d'État du Texas dans l'administration du républicain Rick Perry.
En 2012, Williams envisage de se présenter au Sénat puis à la Chambre des représentants des États-Unis  dans le 12e district. Cependant, après l'annulation de la carte des circonscriptions par la justice, il candidate dans le nouveau 25e district qui s'étend du comté de Tarrant jusqu'au sud d'Austin. Le démocrate sortant, Lloyd Doggett, se présente dans une autre circonscription, le 25e district étant devenu solidement républicain. Williams arrive en tête du premier tour de la primaire républicaine avec 25 % des voix puis remporte le second tour avec environ 58 % des suffrages contre Wes Riddle. En novembre 2012, il est élu à la Chambre des représentants avec 58,4 % des voix devant la démocrate Elaine Henderson (37,4 %).
Il est réélu avec 60 % des suffrages en 2014 et 58 % en 2016. En 2018, il est reconduit avec une avance bien plus faible que précédemment, devançant la démocrate Julie Oliver de moins de 9 points.

## Historique électoral

### Chambre des représentants des États-Unis
| Année | Roger Williams | Démocrate | Libertarien |
| ----- | -------------- | --------- | ----------- |
| Année |                |           |             |
| 2012  | 58,44 %        | 37,44 %   | 4,11 %      |
| 2014  | 60,22 %        | 36,24 %   | 3,54 %      |
| 2016  | 58,35 %        | 37,44 %   | 4,11 %      |
| 2018  | 53,53 %        | 44,78 %   | 1,69 %      |
| 2020  | 55,9 %         | 42,1 %    | 2,0 %       |
| 2022  | 100 %          | —         | —           |
| 2024  | 99,4 %         | —         | —           |